# 尾斑新亮麗鯛
尾斑新亮麗鯛，為輻鰭魚綱鱸形目隆頭魚亞目慈鯛科的其中一種，分布於非洲坦干伊喀湖坦尚尼亞沿岸流域，體長可達6.5公分，棲息在沙底質水域，以浮游生物為食，生活習性不明，可作為觀賞魚。

## 擴展閱讀
維基物種上的相關：尾斑新亮麗鯛